# Águia de Marabá Futebol Clube
O Águia de Marabá Futebol Clube é uma agremiação poliesportiva brasileira que têm como principal modalidade o futebol, sediada na cidade de Marabá, no estado do Pará. Suas cores são vermelho, azul e branco, sendo um dos mais tradicionais times do interior do Pará.
Dado o seu tempo de profissionalização, é um dos times futebolísticos mais bem sucedidos no Pará (excluindo-se o trio RE-PA-TU) se considerados os Brasileirões série C e D, onde somou 12 participações, sendo o sexto maior pontuador da série C, dentro do período entre 2009 e 2017. Dentre suas maiores glórias estão dois campeonatos regionais, em 2000 e 2002, atualmente conhecidos como edições da "Copa Meio-Norte". Em 2023, o clube foi campeão estadual pela primeira vez, tendo também sido vice-campeão do estadual paraense em 2008 e 2010.
O número de simpatizantes da equipe geralmente a põe entre a terceira e a quarta maior torcida do Pará, sendo a maior do interior do estado. No futebol, manda seus jogos no Estádio Zinho de Oliveira, que apelidam de o  "ninho das aves".
O futebol masculino é a modalidade esportiva mais tradicional do Águia, tendo porém equipes de futebol feminino, futsal (ambos os sexos), basquete (ambos os sexos) e voleibol (ambos os sexos). Outras modalidades estão inativas.

## História
O Águia de Marabá Futebol Clube foi fundado em 22 de janeiro de 1982, sob o nome de Águia Esporte Clube. Teve como primeiro presidente o desportista Emivaldo Milhomem, que contou com o apoio de Valtemir Pereira Lima "Bezourão" para fundar a agremiação. A equipe havia sido criada para disputar o Campeonato Marabaense da Segunda Divisão daquele ano. O time era composto por jogadores amadores, sendo os mais destacados: Déca, Gamito e Keneddi.
A equipe ganhou o título da Segunda Divisão em 1984, conquista que lhe deu o direito de disputar o Campeonato Marabaense da Primeira Divisão no ano seguinte.

### Primeiros anos e profissionalização
Nesta etapa de sua história o Águia teve como presidente José "Zé" Atlas Pinheiro. Neste período o time conquistou três títulos municipais — nos anos de 1989, 1992 e 1993 —, além de quatro vices campeonatos — em 1988, 1994, 1996 e 1998. Quando do último vice-campeonato o presidente já era Jorge Nery, que, procurado pelo vereador Sebastião "Ferreirinha" Ferreira Neto no ano de 1999, concordou em profissionalizar a equipe. A proposta ganhou apoio do então presidente da Federação Paraense de Futebol (FPF), Coronel Nunes, da Companhia Vale do Rio Doce (hoje Vale S.A.) e do empresariado local.
No Campeonato Paraense de Futebol de 1999, sua competição de estréia como equipe profissional, o time terminou entre os seis melhores colocados. Em seu plantel forte se destacavam: Marcos Garça, Damião, Berg, Paulinho Santarém, Gilberto Pereira, Maurinho e Corujito; este último marcou três gols na competição e sagrou-se artilheiro da equipe no campeonato.
Em 2000, no ano seguinte como profissional, o Águia conquistou o título da Copa Ferreirinha (a primeira edição da "Copa Meio-Norte") torneio criado para homenagear o idealizador da profissionalização do time, e disputado por equipes paraenses e dos estados do Maranhão e Tocantins, além do time anfitrião. Na competição do ano seguinte o Águia ficou em segundo lugar, tendo perdido a final para o Clube do Remo.
No Campeonato Paraense de Futebol de 2000 o time ficou na quinta colocação do estadual e sagrou-se vice-campeão do interior, e no de 2001, mesmo outra vez na sexta colocação, foi finalmente campeão do interior, título simbólico dado a equipe interiorana melhor classificada no campeonato estadual. Justamente devido a esta boa performance no torneio estadual de 2001, a equipe marabaense garantiu direito de disputar a Série C do Campeonato Brasileiro de 2001, onde teve atuações discretas, porém, acima da expectativa da diretoria e torcida aguiana.

### Década da consolidação: 2002 - 2012
Em 2002 o time não teve boa participação no certame estadual e na própria Série C daquele ano, e terminou a temporada sendo treinado pelo diretor de futebol João Maria Galvão Gonçalves. No entanto, sob o comando de João Galvão, a equipe realizou a uma grande façanha, que foi a conquista da Copa Maranhão-Pará-Tocantins (a terceira edição da "Copa Meio-Norte"), o título regional mais notório da equipe.
No Campeonato Paraense de Futebol de 2003, ainda comandado por Galvão, o time consegue sua então melhor campanha na história da competição, com uma quarta colocação. Nos Campeonatos Paraenses de 2004 a 2007 o time teve desempenhos medianos, mas manteve-se disputando a competição principal.
Em 2008 a equipe ganhou a "Taça Cidade de Belém", equivalente ao primeiro turno do estadual daquele ano, ficando com o vice-campeonato após disputa com o Remo. Em função do vice no estadual, no mesmo ano a equipe conquistou acesso ao Brasileirão - Série C. A partir desta temporada o Águia teve seu período de maior regularidade, somando oito participações consecutivas na Série C. Em 2008, inclusive, a equipe passou muito perto do acesso à Série B, ficando em quinto lugar geral (somente quatro subiam).
O vice-campeonato no Parazão de 2008 rendeu ao time uma vaga para a Copa do Brasil de Futebol de 2009. Nesta competição o time se classificou para a segunda fase ao eliminar o América Mineiro, vencendo a primeira partida por 2x1 em casa e por 1x0 em Belo Horizonte. Na segunda fase, o Águia chegou a ganhar o jogo de ida, em Belém, por 2x1 em cima do poderoso Fluminense. No jogo de volta o tricolor carioca ganhou por 3x0, eliminando o Águia.
Em 2010 o time conquistou a "Taça Estado do Pará", título do segundo turno do certame estadual. Contudo, ao disputar a final com o Paysandu, perdeu a disputa pela "Taça Açaí", o título do Parazão 2010. O time quase repetiu suas boas campanhas no Parazão em 2009 e 2012, quanto ficou, respectivamente, na quarta e na terceira colocação geral. As participações seguintes na Copa do Brasil e na Série C foram mais tímidas, com exceção da campanha desta competição em 2010, quando chegou às quartas de final.

### Declínio, rebaixamento e reveses: 2013 - 2016
No Parazão de 2013 a pífia atuação do time rendeu-lhe a queda para a primeira fase da primeira divisão estadual do ano seguinte. Pelo Parazão 2014 esteve disputando a "Taça ACLEP" (justamente a 1ª fase da competição). Entretanto, em mais uma atuação inglória, não conseguiu acesso à segunda fase, terminando a disputa em terceiro colocado (somente as duas melhores equipes são classificadas). Passou muito perto de ser rebaixado na disputa da Série C de 2014, safando-se somente na última rodada.
Em 2015, em sua pior campanha no estadual desde então, terminou na nona colocação de dez equipes da primeira fase, sendo rebaixado para a Segunda Divisão do Campeonato Paraense. Na Série C de 2015, depois de perder para o Fortaleza por 4x1, o Águia foi rebaixado para a Série D do Brasileirão de 2016. Porém, neste mesmo ano de duplo rebaixamento conseguiu, numa campanha invicta (pouco depois de sua queda à série D do Brasileirão), o título de campeão da Segunda Divisão do Parazão, vencendo São Raimundo por 1x0 no Zinho de Oliveira. Essa curiosa carecterística do Campeonato Paraense, onde a divisão de descenso é disputada no mesmo ano do rebaixamento, fez o time aguiano rebaixado em 2015 jogar na divisão principal já em 2016.
Iniciando o ano pelo Campeonato Paraense de Futebol de 2016, após um bom primeiro turno, conclui o segundo turno quase novamente rebaixado.[carece de fontes?] Em seguida, ainda em 2016, disputando pela primeira vez o Brasileirão Série D após o rebaixamento da Série C, é eliminado na segunda fase da competição, terminando na 24ª colocação geral. Tendo boa participação na Copa Verde de Futebol de 2016 — competição que ingressou pelo ranking da Confederação Brasileira de Futebol (CBF) —, teve outro revés ao ser excluído da competição pelo Superior Tribunal de Justiça Desportiva (STJD) por escalação irregular do lateral Léo Rosa.

### Reestruturação no Parazão e retorno ao cenário nacional: 2017 - 2023
Entre 2017 e 2021 o time fica sem acesso a competições nacionais e disputa unicamente Campeonatos Paraenses. Foi um período de desempenhos medianos, somente para garantir o time na primeira divisão do estadual. A melhor posição no Parazão, entre 2017 e 2021, foi uma 5ª colocação no certame de 2017.[carece de fontes?]
O time chegou a entrar, novamente pelo critério do ranking da CBF, na Copa Verde de Futebol de 2017, conseguindo uma supreendente participação nas quartas de final, ficando na 8ª colocação geral. Mesmo com tais resultados oscilantes em 2015-2017, o período subsequente, de 2017 a 2021, foi de uma fortíssima crise financeira para a equipe.
Em 2022, o azulão teve mudança significativa em seu comando técnico, com a saída de João Galvão. Apesar disto, a equipe marabaense conquistou o 4ª lugar no Campeonato Paraense de Futebol de 2022 (melhor campanha desde a edição de 2012) e assim garantiu presença na Série D de 2023 e na Copa do Brasil de 2023.
Na Copa do Brasil, o Águia fez uma bela campanha que culminou em sua melhor participação na competição. A equipe alvirrubro-azul chegou à 3ª fase da competição. No Zinho de Olivera, passou pelo Botafogo-PB, pelo placar de 2x1 e, também no mesmo local e de forma heróica, após uma dura partida que acabou em 0x0, o Águia foi superior nas cobranças de pênaltis e eliminou a equipe do Goiás. Assim, avançando para a 3ª fase.  A trajetória do Águia de Marabá na competição nacional de 2023 acabou na 3ª fase quando enfrentou o Fortaleza no mata-mata, e foi goleada tanto no jogo de ida quanto no de volta.
No Campeonato Paraense de 2023 a equipe jogou 14 partidas conseguindo 8 vitórias, 3 empates e 3 derrotas, com um saldo de 21 gols feitos e 12 sofridos. Classificou-se pela pela terceira vez na história para uma final de estadual. Na final, o Águia entrou em campo contra o Clube do Remo já com a vantagem de ter vencido o confronto de ida, por 1 a 0, no estádio Zinho de Oliveira, em Marabá. No segundo jogo, no Baenão em Belém, o Remo venceu no tempo normal por 2 x 1, forçando as cobranças de pênalti. Nos pênaltis, o Águia venceu o Remo, por 5 a 4, conseguindo sagrar-se campeão estadual pela primeira vez, e na casa do adversário.
Durante a competição da Série D de 2023 a equipe chegou a perder seu técnico campeão Mathaus Sodré por divergências com a diretoria do clube. No lugar assumiu Rafael Jacques. Após terminar a fase de grupos da Série D de 2023 na terceira colocação (somente venceu uma partida em cinco jogos após a saída de Sodré), o time avançou para as oitavas de final sendo eliminado pelo Atlético Cearense. Antes da eliminação, tinha batido o récorde de média de público nos jogos em casa entre os times da região norte participantes da competição, lotando o Zinho de Oliveira em todas as partidas. Ficou na 24ª colocação geral, ocupando a mesma posição da Série D de 2016 (então última vez que tinha participado da competição).

## Torcidas
Em 1999 foi organizado na Casa do Estudante Marabaense (CEMAB) em Belém, sob os auspícios dos estudantes e desportistas Denner e Donner, e mais dois amigos, Sidney Jr. e Jorge, a "Torcida dos Filhos e Amigos de Marabá", que no ano seguinte se uniu à "Torcida do Águia de Marabá", para realizarem a fusão que resultou na "Torcida Organizada do Águia de Marabá" (TOAM), que a partir daquele ano, passou a acompanhar o time durante as disputas oficiais e amistosas; a TOAM é a maior das organizadas do Águia.
Além da TOAM, destacam-se mais quatro organizadas: Revolução Azul; Fiel da Folha 28; Jovem Águia, e; Garra Azul Fiel.

## Rival
O jornalismo esportivo regional reconhece como principal rival aguiano a antiga agremiação Castanheira Esporte Clube, tradicional equipe de Marabá com o qual o Águia disputou três finais de campeonato municipal, em 1993, 1996 e 1998. O Gavião Kyikatejê, que herdou e detém os direitos do Castanheira, vem sendo citado como rival da equipe aguiana pelo menos desde 2009, quando se profissionalizou, sendo os jogos entre as equipes denominados de Clássico Marabaense (ou Clássico das Aves).
A nível intra-regional (sul/sudeste paraense) confrontos de certa tradição ocorrem com o Independente de Tucuruí (com quem joga o Clássico de Carajás) e o Parauapebas (com quem joga o Clássico do Sudeste), ambos apontados como rivais do Águia pelo menos desde 2011. A nível extra-regional (sul e norte paraense), possui histórico de decisões contra o Remo e o Paysandu, muito embora as equipes belenenses não o considerem adversário notório.

## Títulos
| ESTADUAIS           | ESTADUAIS                                 | ESTADUAIS | ESTADUAIS         |
|                     | Competição                                | Títulos   | Temporadas        |
| ------------------- | ----------------------------------------- | --------- | ----------------- |
|                     | Campeonato Paraense                       | 1         | 2023              |
|                     | Super Copa Grão-Pará                      | 1         | 2024              |
|                     | Copa Grão-Pará                            | 1         | 2025              |
|                     | Campeonato Paraense - Série B1            | 1         | 2015              |
| MUNICIPAIS          |                                           |           |                   |
|                     | Competição                                | Títulos   | Temporadas        |
|                     | Campeonato Marabaense                     | 3         | 1989, 1992 e 1993 |
| REGIONAIS/AMISTOSOS |                                           |           |                   |
|                     | Competição                                | Títulos   | Temporadas        |
|                     | Copa Meio-Norte "Ferreirinha"             | 1         | 2000              |
|                     | Copa Meio-Norte "Maranhão-Pará-Tocantins" | 1         | 2002              |

Notas
 Campeão invicto

## Outras campanhas de destaque
|        | NACIONAIS                 | NACIONAIS | NACIONAIS   |
|        | Competição                | Ocorrido  | Temporada   |
| Brasil | 5º Colocado Série C       | 1         | 2008        |
| Brasil | 3ª Fase da Copa do Brasil | 2         | 2023 e 2024 |
| ------ | ------------------------- | --------- | ----------- |

|      | ESTADUAIS                   | ESTADUAIS | ESTADUAIS                                                  |
|      | Competição                  | Ocorrido  | Temporada                                                  |
| Pará | Vice-Campeão Paraense       | 2         | Taça Cidade de Belém de 2008 e Taça Estado do Pará de 2010 |
| Pará | Campeão do interior do Pará | 6         | 2001, 2003, 2008, 2010, 2022 e 2023                        |
| ---- | --------------------------- | --------- | ---------------------------------------------------------- |

## Estatísticas

### Participações
|  | Participações em 2025 |

| Competição | Competição          | Temporadas | Melhor campanha            | Estreia | Última | P | R |
| Pará       | Campeonato Paraense | 27 [F1]    | Campeão (2023)             | 1999    | 2025   |   | 1 |
| Pará       | Série B1            | 1          | Campeão (2015)             | 2015    | 2015   | 1 | – |
|            | Copa Verde          | 4          | Quartas de final (2017)    | 2016    | 2025   |   |   |
| Brasil     | Série C             | 10         | 5º colocado (2008)         | 2001    | 2015   | – | 1 |
| Brasil     | Série D             | 4          | 24º colocado (2016 e 2023) | 2016    | 2025   | – |   |
| Brasil     | Copa do Brasil      | 6          | 3ª fase (2023 e 2024)      | 2009    | 2025   |   |   |

- ^  F1. Contando com as participações na taça ACLEP.

### Últimas dez temporadas
Legenda:
| Campeão. Vice-campeão. | Eliminado na semifinal. Classificado à Copa do Brasil. | Rebaixado à divisão inferior. Campeão e promovido à divisão superior. | Promovido à divisão superior. |

## Técnicos

### Ordem cronológica
- Desde a temporada 2008, até o fim do trabalho de Rafael Jacques, na temporada 2024.
- Contabilizando apenas partidas oficais

| Treinador            | entrada            | saída              | J   | V  | E  | D  | GP  | GC  | %     | Títulos                             |
| -------------------- | ------------------ | ------------------ | --- | -- | -- | -- | --- | --- | ----- | ----------------------------------- |
| Vitor Jaime          | Outubro de 2007    | Maio de 2008       | 22  | 8  | 4  | 10 | 33  | 27  | 42,42 |                                     |
| Fran Costa           | Julho de 2008      | Julho de 2008      | 3   | 1  | 0  | 2  | 7   | 8   | 33,33 |                                     |
| João Galvão          | Julho de 2008      | Fevereiro de 2014  | 191 | 73 | 48 | 70 | 286 | 294 | 46,59 |                                     |
| Darío Pereyra        | Abril de 2014      | Maio de 2014       | 5   | 1  | 1  | 3  | 6   | 8   | 26,66 |                                     |
| João Galvão Interino | 31 de Maio de 2014 | 31 de Maio de 2014 | 1   | 0  | 0  | 1  | 1   | 2   | 0     |                                     |
| Everton Goiano       | Junho de 2014      | Agosto de 2014     | 5   | 1  | 1  | 3  | 3   | 7   | 26,66 |                                     |
| João Galvão          | Agosto de 2014     | Dezembro de 2021   | 106 | 30 | 38 | 40 | 128 | 137 | 40,25 | Campeonato Paraense (Série B1) 2015 |
| Samuel Candido       | Janeiro de 2022    | Fevereiro de 2022  | 3   | 0  | 1  | 2  | 2   | 5   | 11,11 |                                     |
| Wando                | Fevereiro de 2022  | Abril de 2022      | 11  | 5  | 3  | 3  | 15  | 14  | 54,54 |                                     |
| Mathaus Sodré        | Novembro de 2022   | Julho de 2023      | 29  | 14 | 8  | 7  | 36  | 28  | 57,47 | Campeonato Paraense de 2023         |
| Rafael Jacques       | Julho de 2023      | Janeiro de 2024    | 9   | 2  | 5  | 2  | 9   | 9   | 40,74 | Super Copa Grão-Pará                |
| Mathaus Sodré        | Janeiro de 2024    | Maio de 2024       | 17  | 7  | 4  | 6  | 19  | 20  | 49,02 |                                     |
| Glauber Ramos        | Maio de 2024       | Novembro de 2024   | 12  | 2  | 6  | 4  | 9   | 17  | 33,33 |                                     |
| Sílvio Criciúma      | Novembro de 2024   | Presente           |     |    |    |    |     |     |       |                                     |

## Uniformes

### 2023
| '' | '' |  |

### 2022
| '' | '' |  |

### 2021
| '' | '' |  |

### 2020
| '' | '' |  |

### 2019
| '' | '' |  |

### 2018
| '' | '' |  |

### 2016-17
| '' | '' |  |

### 2014-15
| '' | '' |  |

## Outros esportes
O Águia mantém, oficialmente, outras modalidades, em especial o futebol feminino e o futebol masculino sub-20; outros esportes com equipes são o futsal (ambos os sexos), basquete (ambos os sexos) e voleibol (ambos os sexos). As demais modalidades estão inativas.